# Formation téléprésentielle
La formation téléprésentielle, ou téléprésentiel, est un type de formation permettant de suivre à distance, des cours en temps réel, dans les conditions de l'apprentissage présentiel.

## Modalités de formation[1]
Le téléprésentiel est un format d'apprentissage s'inscrivant dans les formations à distance, qui se compare davantage à la formation présentielle par ses modalités identiques. Le téléprésentiel se caractérise par la synchronicité des échanges entre formateurs et étudiants. Les conditions d'encadrement sont similaires à la formation présentielle : connexion synchrone, disponibilités communes exigées, cours animés en temps réel.
Selon le type de formation, le téléprésentiel peut également s'enrichir d'outils et de fonctionnalités, visant à égaler la synergie de travail des formations physiques : salon vocal, visioconférence, partage d'écran, contrôle des terminaux à distance, learning analytics et autres fonctionnalités numériques permettant de faciliter les échanges et l'apprentissage. Dans ce cas, on parle aussi de « salles de classe virtuelles », car cela reproduit a minima tout ce qu'il peut se passer dans une salle de classe réelle.

## Avantages
Le téléprésentiel s'inscrit pleinement dans la formation en ligne, ou la formation à distance, dans le sens où elle permet aux étudiants d'accéder à l'apprentissage vivant, encadré par l'humain. Une caractéristique manquante dans les formations à distance classiques comme le MOOC. Une méthode organisationnelle qui répond à la disparité des formations physiques sur le territoire français, en permettant aux étudiants habitants des grandes villes, de bénéficier de la présence à distance, d'un formateur à temps plein.

## Usages
La formation en téléprésentiel s'adapte particulièrement pour l'apprentissage des métiers du numérique, comme le métier de développeur web, puisque l'apprentissage se déroule entièrement sur outil informatique. Il peut toutefois être utilisé pour tout type de formations qui ne nécessite pas de manipulations manuelles, telles que l'apprentissage des langues.